# 278384 Mudanjiang
278384 Mudanjiang è un asteroide della fascia principale. Scoperto nel 2007, presenta un'orbita caratterizzata da un semiasse maggiore pari a 2,7217901 UA e da un'eccentricità di 0,1939880, inclinata di 5,45836° rispetto all'eclittica.